# Южное гостеприимство
«Южное гостеприимство» (англ. Southern Comfort) — американский кинофильм — триллер 1981 года режиссёра Уолтера Хилла с Китом Кэррадайном и Пауэрсом Бутом в главных ролях.

## Сюжет
1973 год. Отряд Национальной гвардии Луизианы в составе 9 человек, в том числе и новичка Хардина (Пауэрс Бут), проводит манёвры по выходным в местном заливе (Байу). Некоторое время спустя отряд во главе со штаб-сержантом Пулом (Питер Койот) понимает — они заблудились в этом болоте. Единственный выход отправиться дальше на пирогах, найденных у, казалось бы, заброшенного кемпинга. При пересечении залива отряд видит группу каджунов, которые возвращались с охоты. Эти пироги, оказывается, принадлежат местным охотникам, о чём они начали громко кричать солдатам, требуя вернуть их назад. В ответ на это Стаки (Льюис Смит) стреляет холостыми патронами из своего пулемёта М-60 по каджунам, после чего все решают продолжить путь дальше. Ответ каджунов не заставил себя долго ждать — огонь боевыми патронами вносит хаос и смятение в ряды отряда резервистов. В спешке направляясь к укрытию, солдаты понимают — предстоит настоящая борьба за выживание с противником, который знает каждое дерево в этой болотистой местности и от своего не отступится.

## В ролях
- Кит Кэррадайн — рядовой первого класса Спенсер
- Пауэрс Бут — капрал Хардин
- Фред Уорд — капрал Рис'
- Франклин Силс — рядовой первого класса Симмс
- Т. К. Картер — рядовой Криббс
- Льюис Смит — рядовой Стаки
- Лес Лэнном — сержант Каспер
- Питер Койот — Штаб-сержант Пул
- Алан Аутри — капрал Боуден
- Брайон Джеймс — Однорукий каджун
- Сонни Лэндэм — Охотник
- Аллан Граф — Охотник
- Нед Дауд — Охотник

## Критика
Рейтинг фильма на агрегаторе Rotten Tomatoes составляет 79 % из 19 обзоров, средняя оценка — 6,9 по 10-балльной шкале.
На сайте Metacritic у фильма также имеется положительный рейтинг — 63 % на основе 15 отзывов критиков.
Роджер Эберт оценил фильм на 3 звезды из четырёх, заявив о «безупречном профессионализме»:
«Southern Comfort» is a film of drum-tight professionalism. (англ)